# Malmö universitet

Malmö universitet, tidigare Malmö högskola, är ett svenskt statligt universitet i Malmö. Det grundades 1998 som Malmö högskola och blev universitet 2018.
Universitetet har ungefär 24 000 inskrivna studenter, 260 doktorander och omkring 2 200 anställda, varav ett 90-tal är professorer. Mia Rönnmar är rektor sedan 1 augusti 2024 .
Utbildningarna är lokaliserade till Universitetsholmen och sjukhusområdet i Malmö. Huvudbiblioteket ligger i byggnaden Orkanen, där också Fakulteten för lärande och samhälle finns.

## Historik
Malmö högskola bildades 1 juli 1998 med högskoleutbildningar som redan tidigare fanns i Malmö och som tillhört Lunds universitet eller Malmö kommun som bas, bland andra tandläkar-, lärar- och sjuksköterskeutbildningar. Vid bildandet hade högskolan omkring 5 000 inskrivna studenter.
Vissa enheter i Malmö tillhör fortfarande Lunds universitet: den nuvarande institutionen för kliniska vetenskaper i Malmö och den konstnärliga fakulteten med utbildningar inom teater, musik och bildkonst. 
Odontologiska fakulteten grundades 1948 som den självständiga Tandläkarhögskolan i Malmö och var då den första akademiska utbildningen i Malmö. År 1964 uppgick högskolan i Lunds universitet som dess odontologiska fakultet, men fortsatte att finnas i samma lokaler i Malmö.
Lärarhögskolan i Malmö bildades 1960 och uppgick i Lunds universitet 1977, innan dess verksamhet överfördes till att bli en del av Malmö högskola vid dess grundande 1998.
Vårdhögskolan i Malmö tillhörde Malmö kommun fram till bildandet av Malmö högskola, eftersom kommunen stod utanför landstinget i Malmöhus län och hade en egen vårdorganisation.
Högskolan blev Malmö universitet den 1 januari 2018.

## Fakulteter
- Fakulteten för teknik och samhälle är placerad i huset Niagara nära Anna Lindhs plats i Malmö. Fakulteten har ca 3 000 studenter och 100 anställda. Inom fakulteten finns institutionerna Datavetenskap och medieteknik och Materialvetenskap och tillämpad matematik. Fakulteten har utbildning och forskning inom informationsarkitektur, spelutveckling, medieteknik och design.

- Fakulteten för lärande och samhälle är placerad i huset Orkanen på Nordenskiöldsgatan 10 i Malmö. Fakulteten har cirka 5000 studenter och är en av Sveriges största lärarutbildningar. Inom fakulteten finns institutionerna
  - Institutionen för barndom-utbildning-samhälle
  - Institutionen för idrottsvetenskap
  - Institutionen för samhälle, kultur och identitet
  - Institutionen för kultur, språk och medier
  - Institutionen för naturvetenskap, matematik och samhälle
  - Institutionen för skolutveckling och ledarskap.

- Fakulteten för kultur och samhälle finns i byggnaden Gäddan 8 på Citadellsvägen 7, samt tillsammans med Fakulteten för teknik och samhälle i byggnaden Niagara. Fakulteten har 5000 studenter och ca 300 anställda. Inom fakulteten finns institutionerna Globala politiska studier, Konst, kultur och kommunikation, Urbana studier och Språkstudier.

- Fakulteten för hälsa och samhälle är till stor del placerad på sjukhusområdet i Malmö. Inom fakulteten finns institutionerna Biomedicinsk vetenskap, Hälso- och välfärdsstudier, Kriminologi, Socialt arbete, Vårdvetenskap. Fakulteten har utbildning och forskning inom bland annat biomedicinsk vetenskap, omvårdnad och vårdvetenskap, kriminologi, sexologi, socialt arbete samt inom välfärdsområdet.

- Odontologiska fakulteten, Tandvårdshögskolan, ligger intill station Triangeln i Malmö. Fakulteten utbildar till tandläkare och tandtekniker och har forskning inom biologiska gränsytor, materialvetenskap och oral hälsa.

## Forskning
Forskningen vid Malmö universitet spänner över en stor del av det vetenskapliga spektrumet men med tyngdpunkt på samhällsvetenskaplig och medicinsk forskning. Bland annat bedrivs forskning inom klinisk odontologi, hälsa, vård och välfärd, biofilmer och biologiska gränsytor, datavetenskap, utbildningsvetenskap, urbana studier, migration och idrottsvetenskap. Malmö universitet har utbildning på forskarnivå inom 19 forskarutbildningsämnen. 
Fakulteten för hälsa och samhälle bedriver forskning inom biomedicinsk vetenskap, omvårdnad och vårdvetenskap, kriminologi, sexologi, socialt arbete samt på välfärdsområdet.
Fakulteten för lärande och samhälle bedriver flervetenskaplig forskning inom utbildningsstudier inklusive lärarutbildning, inom historie- och kulturstudier samt idrottsstudier. Området Utbildningsvetenskap kretsar bland annat kring utbildningssystemets organisation, ämnesdidaktik i olika utbildningar och barns och ungdomars livsvillkor.
Fakulteten för kultur och samhälle bedriver utbildning och forskning inom humaniora, samhällsvetenskap, teknik och design. Forskningsämnen är bland annat urbana studier och hållbar stadsutveckling, migration, global politik, internationell fred och säkerhet, nya medier, interaktionsdesign, litteraturvetenskap, språk och genus.
Forskningen på Fakulteten för teknik och samhälle bedrivs i samverkan med företag, myndigheter och andra organisationer inom områden som materialvetenskap, datavetenskap, tillämpad matematik, medieteknik och fysik.
Odontologiska fakulteten bedriver utbildning och forskning inom odontologi. Forskning bedrivs inom cariologi, endodonti, käkkirurgi och oral medicin, materialvetenskap och teknologi, odontologisk radiologi, oral biologi, oral patologi, oral protetik, orofacial smärta och käkfunktion, ortodonti, parodontologi och pedodonti.

## Byggnader
Malmö univetsitets verksamhet finns i åtta byggnader, bland andra:
- Orkanen på Nordenskiöldsgatan, med Fakulteten för lärande och samhälle (sedan 2005).
- Niagara på Nordenskiöldsgatan nära Anna Lindhs plats, Malmö, med Fakulteten för kultur och samhälle och Fakulteten för teknik och samhälle och Institutionen för socialt arbete (sedan 2022, tillhör Fakulteten för hälsa och samhälle).
- Gäddan 8 på Citadellsvägen nära Niagara och mittemot Hovrätten över Skåne och Blekinge, med Fakulteten för hälsa och samhälle.
- Allmänna sjukhuset AS9 (AS9) på Jan Waldenströms gata, med Fakulteten för hälsa och samhälle.
- Tandvårdshögskolan, också kallat Klerken Universitetstandvården, Smedjegatan 16, med Odontologiska fakulteten.

## Bildgalleri

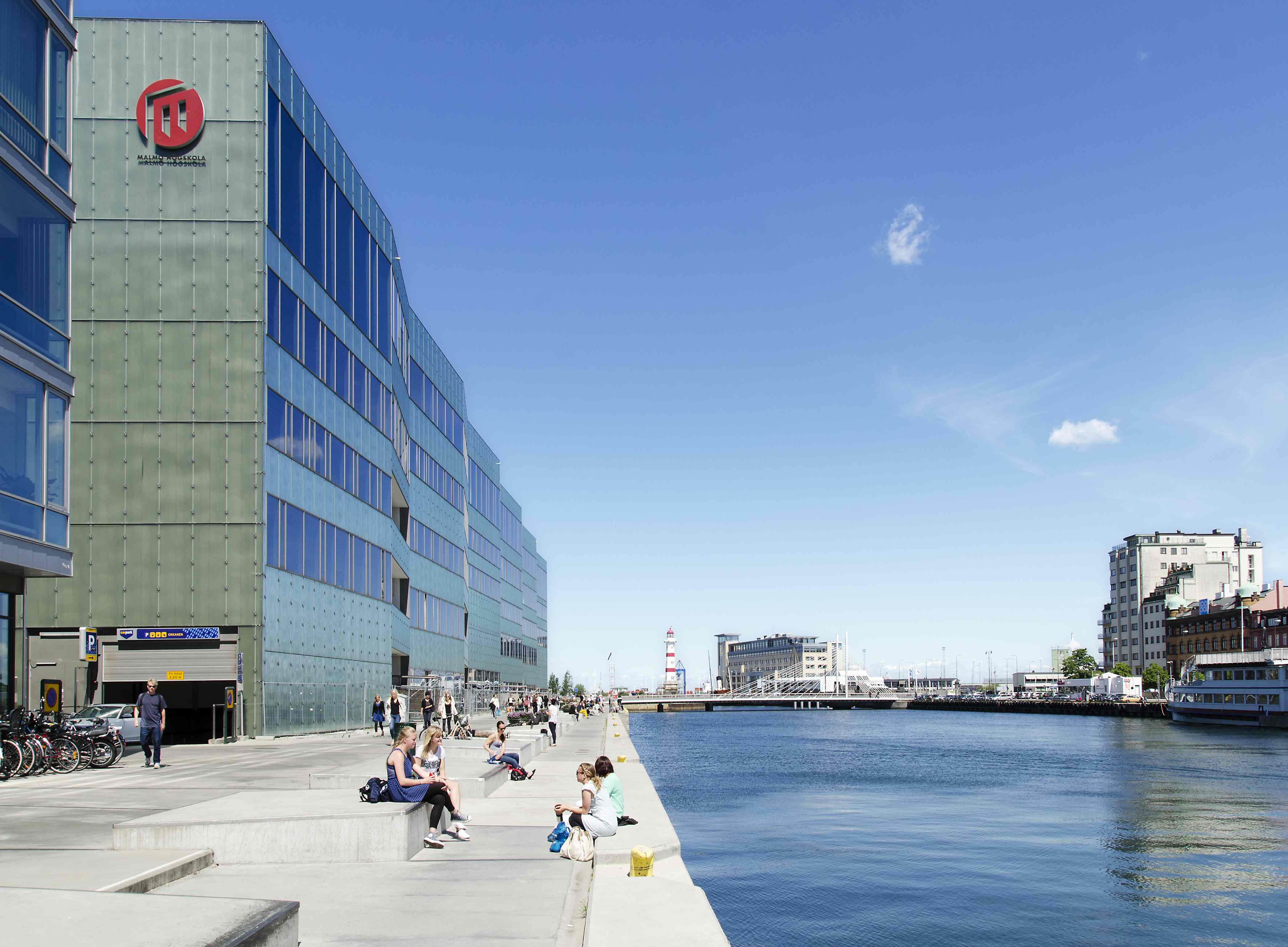
Hjälmarekajen
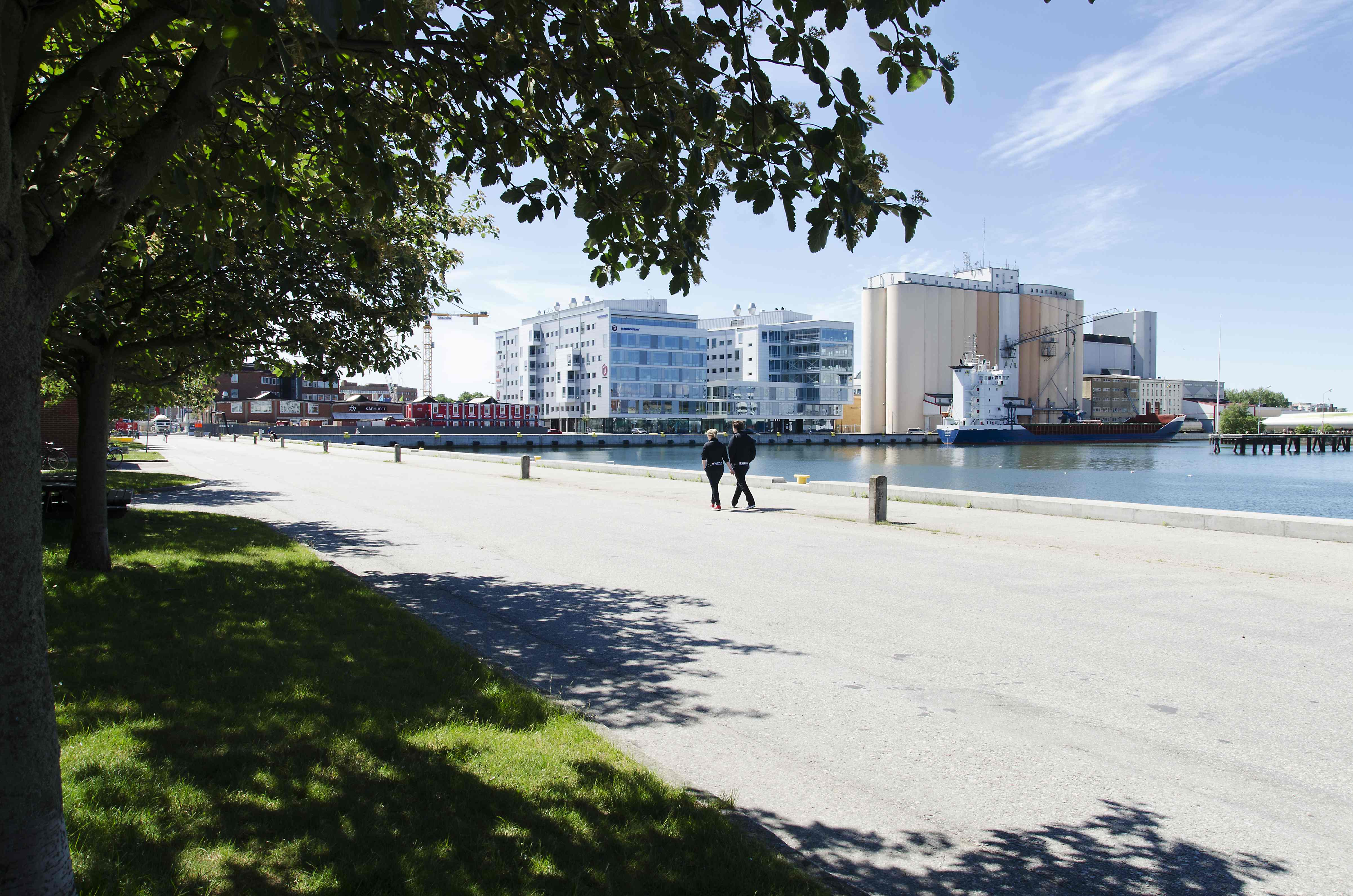
Universitetsholmen
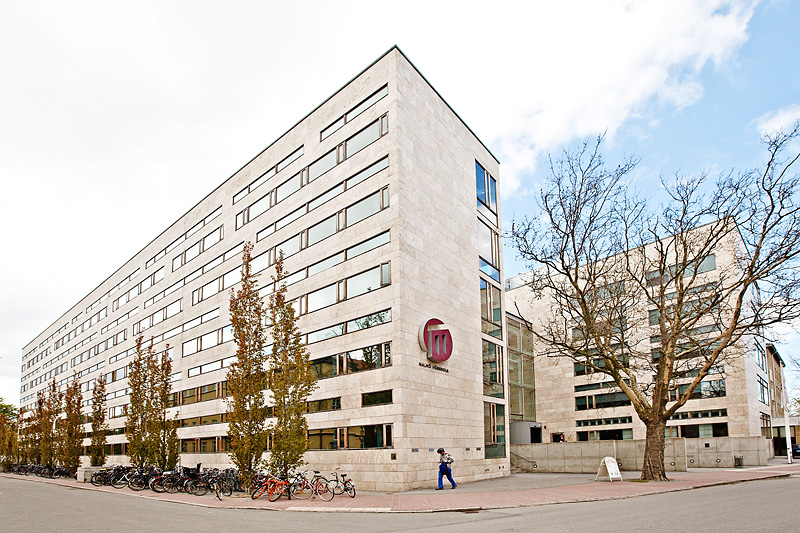
Allmänna sjukhuset AS9 som huserar fakulteten för hälsa och samhälle.
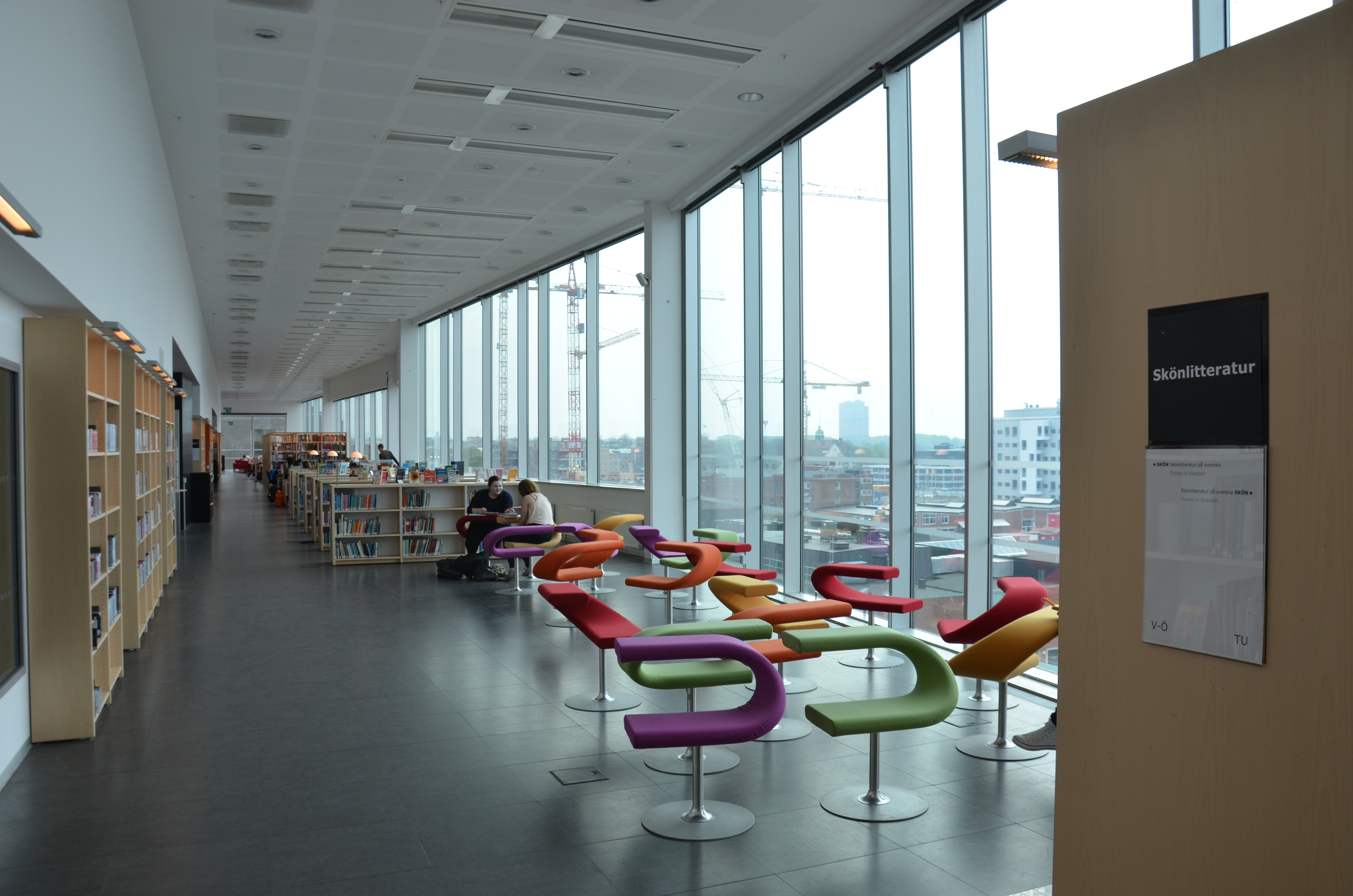
Biblioteket på högsta våningen inne i Orkanen
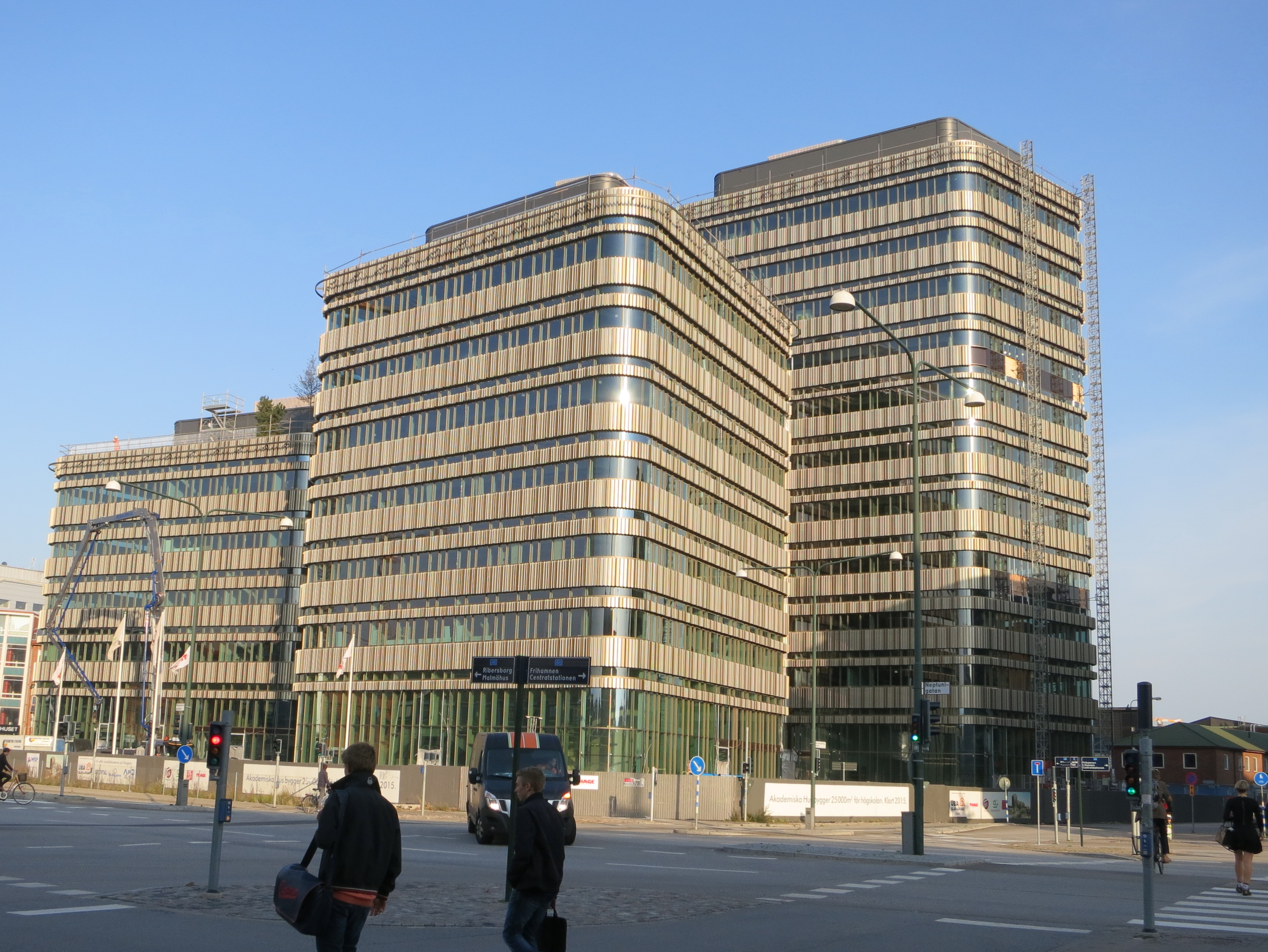
Niagara

## Internationella utbyten
Malmö universitet har utbytesavtal för studenter med cirka 265 partneruniversitet i 50 länder. 
Universitetet är medlemmar i universitetsnätverket UNIC, en europeisk allians för universitetet i postindustriella städer. Nätverket ägnar sig åt utbildning, forskning och samhällsengagemang med målet att öka integrationen i mångfaldiga samhällen.

## Personer som varit anställda eller studerat på Malmö universitet
Se även: Kategori:Alumner från Malmö universitet
- Josefine Adolfsson, författare och dramatiker, lärare på Fakulteten för kultur och samhälle[12]
- Ingrid Elam, kulturjournalist, författare och litteraturvetare, anställd vid Malmö högskola 2003–2012 som områdesprefekt för Konst, kultur och kommunikation, dekan för Kultur och samhälle samt vice rektor[13]
- Maria Ferm, riksdagsledamot Miljöpartiet, programmet Språk, migration & globalisering, Malmö högskola, 2008[14]
- Richard Jomshof, riksdagsledamot Sverigedemokraterna, tog examen som gymnasielärare vid Malmö högskola/Lunds universitet 1997[15]
- Patrik Lundberg, journalist och författare, tog examen i Medie- och kommunikationsvetenskap från Malmö högskola 2008[16]
- Kalle Norwald, sexolog och terapeut, med master i sexologi från Malmö högskola 2013

## Rektorer
- Per-Olof Glantz (1998–2002)
- Lennart Olausson (2002–2011)
- Stefan Bengtsson (2011–2015)
- Kerstin Tham (1 november 2015–31 juli 2024)
- Mia Rönnmar (1 augusti 2024-)[17]